# Sara Ciocca
Sara Ciocca (Roma, 30 gennaio 2008) è un'attrice e doppiatrice italiana.

## Biografia
Nata a Roma da genitori originari di Riccia, in Molise, studia sin dall'età di tre anni danza classica, modern-jazz, contemporanea e pianoforte. Il suo esordio da attrice avviene nel 2018, quando interpreta Alma nella serie TV Il miracolo, in onda su Sky. In seguito interpreta la protagonista Caroline nel cortometraggio Radici, scritto e diretto da Alessia Gatti, prodotto dalla Kplus di Verona, e selezionato al Vancouver Italian Film Festival 2019 e al Big Apple Film Festival 2019. Nel 2019 fa il suo esordio al cinema ne Il giorno più bello del mondo nel ruolo di Rebecca, dove recita al fianco di Alessandro Siani. Nel 2020 interpreta Ginevra nel film Tutti per 1 - 1 per tutti, a fianco di Pierfrancesco Favino, Rocco Papaleo e Valerio Mastandrea. 

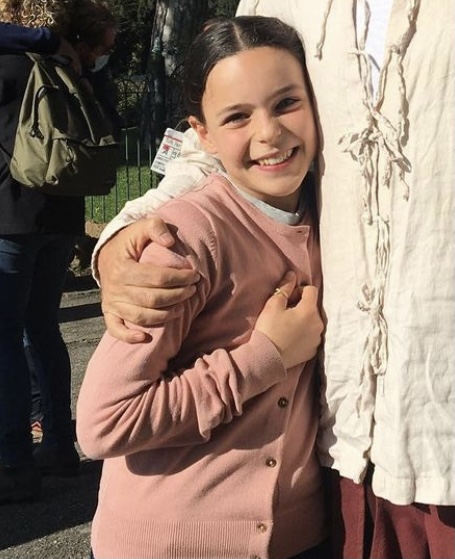
Sara Ciocca nel 2021

Nel 2021 ha interpretato Lucia Ottonello, uno dei personaggi principali della serie televisiva di Rai 1 Blanca, e il personaggio di Salmetta in Una famiglia mostruosa di Volfango De Biasi e nel suo seguito Un matrimonio mostruoso, uscito due anni dopo.
Nel 2022 interpreta "la ragazzina col ciuffo viola", uno dei tre protagonisti del lungometraggio Io sono l'abisso di Donato Carrisi, e appare in un episodio della seconda stagione della serie televisiva Romulus, in cui ha recitato in protolatino; non si è però ridoppiata nella versione italiana (dove ha la voce di Giorgia Venditti), in quanto per scelta del regista Matteo Rovere tutti gli attori tranne uno sono stati doppiati da altri interpreti pur essendo italiani. Nello stesso anno interpreta il suo primo ruolo da protagonista in un lungometraggio, recitando al fianco di Diego Abatantuono nella commedia di Natale Improvvisamente Natale, nel ruolo di Chiara.
Nel 2023 è co-protagonista di Mimì - Il principe delle tenebre, opera seconda di Brando De Sica, e interpreta il ruolo principale di Nina nel fantasy-thriller Nina dei lupi di Antonio Pisu, per il quale ha ricevuto il premio Giovani rivelazioni all'80ª Mostra internazionale d'arte cinematografica di Venezia. Sarà inoltre protagonista di Greta e le favole vere (nel ruolo di Greta), al fianco di Raoul Bova.
Svolge anche l'attività di doppiatrice, ad esempio, prestando la voce a Giulia Marcovaldo nel film Pixar Luca. Nel 2024 ha vinto il premio "Ludovica Modugno" alla giovane voce di talento nell'ambito del festival Voci nell'ombra.
Nel 2024 recita nel film Il ragazzo dai pantaloni rosa e ne La vita accanto.
Nel 2025 debutta a teatro con il monologo Saman - Vita e morte di una ragazza italiana, scritto e diretto da Gianni Cardillo e Francesco Apolloni e basato sull'omicidio di Saman Abbas avvenuto nel 2021.

## Filmografia

### Cinema
- Radici, regia di Alessia Gatti – cortometraggio (2018)
- Il giorno più bello del mondo, regia di Alessandro Siani (2019)
- La dea fortuna, regia di Ferzan Özpetek (2019)
- Tutti per 1 - 1 per tutti, regia di Giovanni Veronesi (2020)
- America Latina, regia di Damiano e Fabio D'Innocenzo (2021)
- Una famiglia mostruosa, regia di Volfango De Biasi (2021)
- Chi ha incastrato Babbo Natale?, regia di Alessandro Siani (2021)
- Dove finiscono i mandarini, regia di Valentina Zanella – cortometraggio (2022)
- Io sono l'abisso, regia di Donato Carrisi (2022)
- Improvvisamente Natale, regia di Francesco Patierno (2022)
- Un matrimonio mostruoso, regia di Volfango De Biasi (2023)
- Mimì - Il principe delle tenebre, regia di Brando De Sica (2023)
- Nina dei lupi, regia di Antonio Pisu (2023)
- La vita accanto, regia di Marco Tullio Giordana (2024)
- Il ragazzo dai pantaloni rosa, regia di Margherita Ferri (2024)
- Per il mio bene, regia di Mimmo Verdesca (2024)
- Invisibili, regia di Ambra Principato (2025)

### Televisione
- Il miracolo – serie TV, 8 episodi (2018)
- La vita promessa – serie TV, episodi 2x01-2x02-2x03 (2020)
- Anna, regia di Niccolò Ammaniti – miniserie TV, episodio 4 (2021)
- Blanca – serie TV, 12 episodi (2021-in corso)
- Romulus – serie TV, episodio 2x04 (2022)

## Teatro
- Saman - Vita e morte di una ragazza italiana, regia di Gianni Cardillo e Francesco Apolloni

## Doppiaggio

### Cinema
- Linda Zampiglione in Time Is Up, Time Is Up 2
- Brooklynn Prince in Cocainorso, La casa del padre
- Amie Donald in Megan, M3GAN 2.0
- Akiley Love ne Il principe cerca figlio
- Tipper Seifert-Cleveland in Crudelia
- Mila Harris in No Exit
- Ryan Kiera Armstrong in Firestarter
- Helena Zengel in A Christmas Number One
- Ridley Bateman in Lou
- Nina Kitchen in Hocus Pocus 2
- Jojo Regina in La ragazza della palude
- Serrana Su-Ling Bliss in Enola Holmes 2
- Ellie Parker in Bones and All
- Marlow Barkley in Slumberland - Nel mondo dei sogni
- Leah Brady in Una notte violenta e silenziosa
- Keeley Karsten in The Fabelmans
- Jemelia George in Magic Mike - The Last Dance
- Kate Hallett in Women Talking - Il diritto di scegliere
- Ariana Greenblatt in 65 - Fuga dalla Terra
- Kila Lord Cassidy in The Doorman
- Millie Thorpe in Non sei invitata al mio bat mitzvah
- Katelyn Rose Downey in The Nun II
- Lilly Aspell in Retribution
- Vaughan Reilly in Hunger Games - La ballata dell'usignolo e del serpente
- Lydia Page in Home Education - Le regole del male
- Anna Mawn in Napoleon
- Hannah Love Lanier in Road House
- Alisha Weir in Abigail
- Ayazhan Dalabayeva in Night Swim
- Alix West Lefler in Speak No Evil - Non parlare con gli sconosciuti
- Chloe Coleman in My Spy - La città eterna
- McKenna Roberts in Back in Action
- Paisley Cadorath in Io sono nessuno 2

### Film per la televisione
- Leah Jeffries in Un regalo da Tiffany

### Televisione
- Dakota Guppy ne La slitta dei desideri
- Marta Kessler ne La misteriosa accademia dei giovani geni
- Sirena Gulamgaus in Transplant
- Madeleine McGraw ne I segreti di Sulphur Springs
- Romy Schroeder in Sissi
- Gracelyn Awad Rinke in Resident Alien
- Erica Tremblay in Helstrom
- Mila Ayache in Gone for Good - Svaniti nel nulla
- Ava Sophie Richter in Grani di pepe
- Nilay Yeral in La famiglia Uysal
- Evie Allen in House of the Dragon
- Elizabeth Allen-Dick in Nuovo Santa Clause cercasi
- Scarlett Abinante in Animal Kingdom
- Chloe Lea in Grandi speranze
- Joana Belmonte in In fiamme
- Nuala Peberdy in Unwanted - Ostaggi del mare
- Paola Miguel in Viaggio al centro della Terra
- Henrikke Lund-Olsen in War Sailor: La serie
- Madelyn Grace e Yindra Zayas in Grey's Anatomy
- Kiawentiio in Avatar - La leggenda di Aang
- Sophia Reid-Gantzert in Morte e altri dettagli
- Evie Templeton in Mercoledì

### Animazione
- Giulia Marcovaldo in Luca
- Anna da bambina in Frozen II - Il segreto di Arendelle, La storia di Olaf
- Tabitha Templeton in Baby Boss 2 - Affari di famiglia
- Velma Dinkley da bambina in Scooby!
- Pickles in Madagascar - I 4 dell'oasi selvaggia
- Nancy da bambina in I Greens in città
- Liz / Uccellino azzurro in Liz e l'uccellino azzurro
- Terry in Argonuts - Missione Olimpo
- Saltine in Digman
- Fuka Hasegawa in Il castello invisibile
- Sayo in Onimusha
- Chip in Chip and Potato (stagioni 3 e 4)
- Gamer in Action Pack
- Lin in The Monkey King
- Alice Wonderland in My Unique Skill Makes Me OP Even at Level 1
- Skyler in Leo
- Peepi in Übel Blatt
- Kim in Prendi il volo
- Niffty in Hazbin Hotel
- Riley Andersen in Inside Out 2 e Dream Productions
- Natalia / Nocturna in Batman: Caped Crusader
- Lara Croft da giovane in Tomb Raider - La leggenda di Lara Croft
- Fujino in Look Back
- Deux Murasame in Mobile Suit Gundam GQuuuuuuX
- Ipazia in Orion e il Buio

## Doppiatrici italiane
- Giorgia Venditti in Romulus

## Riconoscimenti
Mostra internazionale d'arte cinematografica di Venezia
- 2023 – Premio Giovani Rivelazioni per Nina dei lupi

Voci nell'ombra
- 2024 - Premio "Ludovica Modugno" alla giovane voce di talento